# Irene Dingel

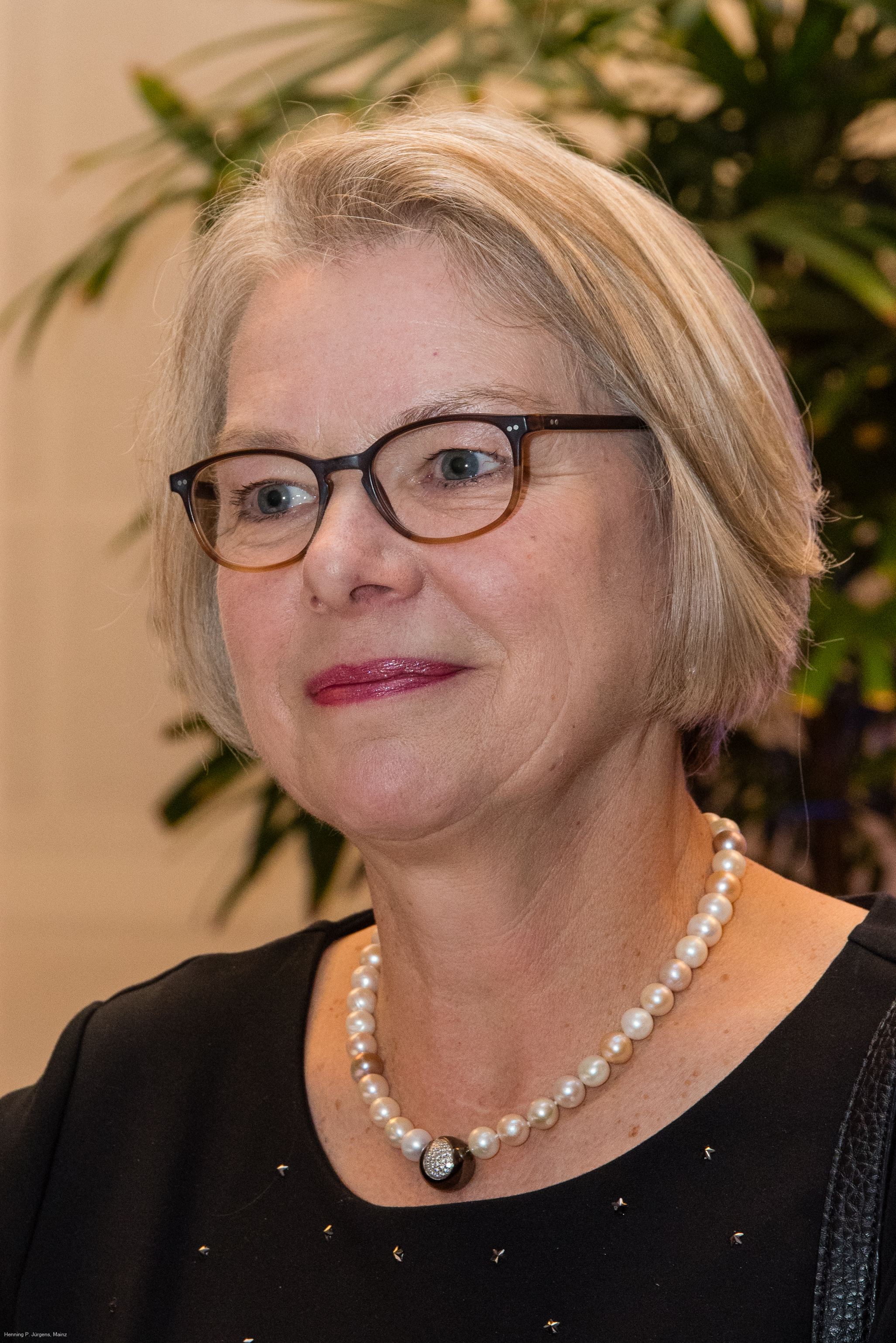
Irene Dingel 2019

Irene Dingel (* 26. April 1956 in Werdohl, Nordrhein-Westfalen) ist eine deutsche Kirchenhistorikerin und evangelische Theologin. Ihr Forschungsschwerpunkt liegt auf der Geschichte der Reformation und des konfessionellen Zeitalters.

## Leben und Wirken
Irene Dingel machte 1974 ihr Abitur in Altena und studierte danach evangelische Theologie und Romanistik in Heidelberg und Paris. Von 1981 bis 1982 war sie »Élève à titre étranger« an der École Normale Supérieure (ENS) de Fontenay-aux-Roses und nahm dort zugleich Verpflichtungen als Lektorin wahr. Von 1982 bis 1993 wirkte sie als wissenschaftliche Mitarbeiterin und Hochschulassistentin an der Theologischen Fakultät der Ruprecht-Karls-Universität Heidelberg und hatte verschiedene Forschungsstipendien. 1986 wurde sie in Heidelberg promoviert, ihre Habilitation erfolgte 1993 ebenfalls an der Ruprecht-Karls-Universität. Dingel übernahm zunächst eine Vertretungsprofessur, dann die Professur für Historische Theologie an der Johann-Wolfgang-Goethe-Universität Frankfurt am Main (1994–1998). Von 1998 bis 2022 hatte sie eine Professur für Kirchen- und Dogmengeschichte an der Evangelisch Theologischen Fakultät (FB01) der Johannes Gutenberg-Universität Mainz inne. Von 2005 bis 2022 wirkte sie zunächst nebenamtlich, ab 2008 hauptamtlich als Direktorin des Leibniz-Instituts für Europäische Geschichte, Abteilung für Abendländische Religionsgeschichte.
Irene Dingel ist u. a. Ordentliches Mitglied der Akademie der Wissenschaften und der Literatur in Mainz, Vorsitzende der Wissenschaftlichen Kommission der Union der deutschen Akademien der Wissenschaften, Vorstandsmitglied des Vereins für Reformationsgeschichte, Mitglied des wissenschaftlichen Beirats des Interdisziplinären Instituts für Kulturgeschichte der Frühen Neuzeit (IKFN) an der Universität Osnabrück und Mitglied im Hochschulrat der Johannes Gutenberg-Universität Mainz. Von 2012 bis 2018 war sie zudem Mitglied im Wissenschaftsrat. 2017 erhielt sie ein Fellowship im Historischen Kolleg des Forschungskollegs Humanwissenschaften der Goethe-Universität Frankfurt, und 2020 ein Fellowship am Maimonides Centre for Advanced Studies (MCAS) der Universität Hamburg.

## Forschung
Ihre Forschungsschwerpunkte liegen auf der Reformationsgeschichte und dem konfessionellen Zeitalter. Seit 2003 leitet sie das Langzeitforschungsprojekt Controversia et Confessio, Quellenedition zur Bekenntnisbildung und Konfessionalisierung (1548–1580), seit 2020 das ebenfalls langfristig angelegte Editionsvorhaben Europäische Religionsfrieden Digital (EuReD). Daneben beschäftigt sie sich mit der Frühaufklärung in ihrem westeuropäischen Zusammenhang und der Stellung der europäischen Kirchen im europäischen Einigungsprozess.

## Ehrungen
- Am 27. Juni 2015 wurde sie mit dem Hermann-Sasse-Preis geehrt.
- Am 25. November 2019 verlieh ihr die Ministerpräsidentin des Landes Rheinland-Pfalz Malu Dreyer den Verdienstorden des Landes Rheinland-Pfalz für außergewöhnliches Engagement.[6]
- 2020 wurde Irene Dingel auf Vorschlag der »Unité de recherche Théologie protestante (UR 4378)« mit dem Titel des Dr. honoris causa der Université de Strasbourg geehrt. Die Zeremonie zur Verleihung des Titels fand wegen der COVID-Pandemie im November 2021 statt.

## Schriften (Auswahl)
Monografien
- Concordia controversa. Die öffentlichen Diskussionen um das lutherische Konkordienwerk am Ende des 16. Jahrhunderts, Gütersloh 1996 (= Quellen und Forschungen zur Reformationsgeschichte, 63), ISBN 978-3-579-01731-0.
- Beobachtungen zur Entwicklung des französischen Vokabulars: Petit Larousse 1968 – Petit Larousse 1981, Frankfurt/M. 1987 (= Heidelberger Beiträge zur Romanistik, 21), ISBN 978-3-8204-9577-5.
- Reformation. Zentren – Akteure – Ereignisse, Göttingen 2016, ISBN 978-3-7887-3032-1.

Gesammelte Aufsätze
- Vielfalt – Ordnung – Einheit. Kirchengeschichtliche Studien zur Frühen Neuzeit, hg. v. Henning P. Jürgens / Christopher Voigt-Goy / Christian Witt, Göttingen 2021, ISBN 978-3-525-50181-8.
- Die Reformation in Gestaltungen und Wirkungen. Speyerer Vorträge. Leipzig 2023, ISBN 978-3-374-07245-3.

Herausgeberschaften (Auswahl)
- mit Christiane Tietz: Das Friedenspotenzial von Religion, Mainz 2009 (= Veröffentlichungen des Instituts für Europäische Geschichte Mainz, Beiheft 78), ISBN 978-3-525-10091-2.
- mit Matthias Schnettger: Auf dem Weg nach Europa. Deutungen, Visionen, Wirklichkeiten, Göttingen 2010 (= Veröffentlichungen des Instituts für Europäische Geschichte Mainz, Beiheft 82), ISBN 978-3-525-10095-0.
- mit Christiane Tietz: Die politische Aufgabe von Religion. Perspektiven der drei monotheistischen Religionen, Mainz 2011, ISBN 978-3-525-10113-1.
- mit Henning P. Jürgens: Meilensteine der Reformation. Schlüsseldokumente der frühen Wirksamkeit Martin Luthers, Gütersloh 2014, ISBN 978-3-579-08170-0.
- mit Armin Kohnle: Gute Ordnung. Ordnungsmodelle und Ordnungsvorstellungen in der Reformationszeit, Leipzig 2014, ISBN 978-3-374-03790-2.
- mit Robert Kolb und L’ubomír Batka: The Oxford Handbook of Martin Luther’s Theology, Oxford 2014, ISBN 978-0-19-960470-8.
- mit Volker Leppin: Das Reformatorenlexikon, Darmstadt 2014, ISBN 978-3-650-40009-3.
- mit Heinz Duchhardt: Die europäische Integration und die Kirchen. II: Denker und Querdenker, Göttingen 2012, ISBN 978-3-525-10115-5.
- mit Matthias Schnettger: Auf dem Weg nach Europa. Deutungen, Visionen, Wirklichkeiten, Göttingen 2010, ISBN 978-3-525-10095-0.
- mit Joachim Bahlcke: Die Reformierten in Schlesien. Vom 16. Jahrhundert bis zur Altpreußischen Union von 1817, Göttingen 2016 (= Veröffentlichungen des Instituts für Europäische Geschichte Mainz. Abt. für Abendländische Religionsgeschichte, Beiheft 106), ISBN 978-3-525-10140-7.
- Memoria – theologische Synthese – Autoritätenkonflikt. Die Rezeption Luthers und Melanchthons in der Schülergeneration, Tübingen 2016 (= Spätmittelalter, Humanismus, Reformation, 90), ISBN 978-3-16-154238-1.
- mit Henning P. Jürgens: Auf den Spuren der Reformation in Rheinland-Pfalz, Petersberg 2017, ISBN 978-3-7319-0438-0.
- mit Christiane Tietz: Säkularisierung und Religion. Europäische Wechselwirkungen, Göttingen 2019, ISBN 978-3-525-57093-7 (= Veröffentlichungen des Instituts für Europäische Geschichte Mainz. Abt. für Abendländische Religionsgeschichte, Beiheft 123).
- mit Michael Rohrschneider, Inken Schmidt-Voges / Siegrid Westphal / Joachim Whaley / Volker Arnke: Handbuch Frieden im Europa der Frühen Neuzeit / Handbook of Peace in Early Modern Europe, Berlin 2020, ISBN 978-3-11-058805-7.

Editionen
- analog:
- Die Bekenntnisschriften der Evangelisch-Lutherischen Kirche. Vollständige Neuedition, Göttingen 2014, ISBN 978-3-525-52104-5.
- Die Bekenntnisschriften der Evangelisch-Lutherischen Kirche. Quellen und Materialien., Bd. I-II, Göttingen 2014, ISBN 978-3-525-52105-2 und ISBN 978-3-525-52102-1.
- Abraham Mangon, Kurze doch wahrhafftige Beschreibung der Geschichte der Reformierten in Frankfurt. 1554–1712, Leipzig 2004, ISBN 978-3-374-02177-2.

- hybrid:
- Controversia et Confessio. Theologische Kontroversen 1548–1577/80, 10 Bde. Göttingen, 2008–2023.
- EuReD. Europäische Religionsfrieden digital.  .

Reihenherausgeberschaften
- Quellen und Forschungen zur Reformationsgeschichte.
- Mitherausgeberin der Zeitschrift für Kirchengeschichte (ZKG).

Webseitenherausgeberschaft
- Europäische Geschichte Online (EGO) mit Heinz Duchhardt, Johannes Paulmann